# Cunan
Cunan (privatni kod: kuna[neaktivna poveznica]; isto i kuna), skupina plemena i dijalekata američkih Indijanaca nastanjenih u Panami i manjim dijelom u susjednim predjelima Kolumbije. 
Cunan govornici čine posebnu skupinu unutar porodice Chibchan, a međusobom se razlikuju po dijalektima i nekoliko plemenskim skupina: Bayano, Caimanes, Chucunaque, Coiba, Cueva, Cuna ili Kuna, Mandinga, San Blas i Tule.

## Jezici
- Caiman Nuevo ili paya-pucuro [kvn] (Kolumbija)
- Kuna, San Blas [cuk] (Panama)[2]

## Vanjske poveznice
- Ethnologue (14th)
- Ethnologue (15th)